# استبان پاردس
استبان پاردس (اسپانیایی: Esteban Paredes‎؛ زادهٔ ۱ اوت ۱۹۸۰) بازیکن فوتبال اهل شیلی است.

## تیم ملی
وی همچنین در تیم ملی فوتبال شیلی بازی کرده‌است.